# Hoàng Văn Trà
Hoàng Văn Trà (sinh năm 1964) là một chính khách người Việt Nam. Ông hiện giữ chức Phó Chủ nhiệm Uỷ ban Kiểm tra Trung ương. Ông nguyên là Phó Bí thư Tỉnh uỷ, Chủ tịch Uỷ ban Nhân dân tỉnh Phú Yên, Trưởng Đoàn đại biểu Quốc hội khoá XIV tỉnh Phú Yên.

## Xuất thân
Hoàng Văn Trà quê quán ở xã Nghi Hưng, huyện Nghi Lộc, tỉnh Nghệ An.
Ông hiện cư trú ở Phòng 1408, nhà 21T1, số 83 Vũ Trọng Phụng, quận Thanh Xuân, thành phố Hà Nội.

## Giáo dục
- Giáo dục phổ thông: 12/12
- Cử nhân Kinh tế
- Cử nhân Luật
- Thạc sĩ Kinh tế
- Cao cấp lí luận chính trị

## Sự nghiệp
Hoàng Văn Trà gia nhập Đảng Cộng sản Việt Nam vào ngày 12/10/1984.
Tháng 3 năm 2014, Hoàng Văn Trà được Ban Bí thư Ban Chấp hành Trung ương Đảng Cộng sản Việt Nam quyết định luân chuyển, phân công từ ủy viên Ủy ban Kiểm tra Trung ương về tham gia Ban Chấp hành Đảng bộ tỉnh Phú Yên nhiệm kỳ 2010-2015 và giữ chức Phó Bí thư Tỉnh ủy.
Ngày 19 tháng 11 năm 2015, tại phiên họp bất thường, HĐND tỉnh Phú Yên đã bầu ông Hoàng Văn Trà, Phó Bí thư Tỉnh ủy, giữ chức Chủ tịch UBND tỉnh Phú Yên.
Ngày 22 tháng 5 năm 2016, Hoàng Văn Trà trúng cử đại biểu Quốc hội Việt Nam khóa 14 (lần đầu ứng cử) ở đơn vị bầu cử số 2, tỉnh Phú Yên gồm có thành phố Tuy Hòa, thị xã Sông Cầu và các huyện: Đồng Xuân, Tuy An, được 256.213 phiếu, đạt tỷ lệ 76,03% số phiếu hợp lệ.
Tại thời điểm đó, Hoàng Văn Trà là Phó Bí thư Tỉnh ủy, Chủ tịch Ủy ban Nhân dân tỉnh Phú Yên, Trưởng Đoàn đại biểu Quốc hội tỉnh Phú Yên, Ủy viên Ủy ban Kinh tế của Quốc hội.
Ngày 9 tháng 5 năm 2018, tại Hội nghị lần thứ 7 Ban Chấp hành Trung ương Đảng Cộng sản Việt Nam khóa 12, Hoàng Văn Trà được bầu giữ chức vụ Ủy viên Ủy ban Kiểm tra Trung ương Đảng Cộng sản Việt Nam khóa 12.
Ngày 7 tháng 8 năm 2018, Hoàng Văn Trà, Phó bí thư Tỉnh ủy, Chủ tịch UBND tỉnh Phú Yên, Trưởng đoàn Đại biểu Quốc hội khóa XIV tỉnh Phú Yên, nhận quyết định thôi giữ chức vụ Phó Bí thư Tỉnh ủy Phú Yên nhiệm kỳ 2015 - 2020, nhận quyết định điều động làm Uỷ viên Ủy ban Kiểm tra Trung ương Đảng Cộng sản Việt Nam khóa 12.
Ngày 8 tháng 8 năm 2018, tại phiên họp bất thường của Hội đồng nhân dân tỉnh Phú Yên, Hội đồng nhân dân tỉnh Phú Yên đã quyết định miễn nhiệm chức vụ Chủ tịch Ủy ban nhân dân tỉnh Phú Yên và cho thôi nhiệm vụ Đại biểu Hội đồng nhân dân tỉnh Phú Yên khóa 7 nhiệm kỳ 2016-2021 đối với ông Hoàng Văn Trà với lí do ông Trà được điều chuyển công tác ra Hà Nội.
Tháng 10/2018, Ủy ban Kiểm tra Trung ương đã bầu và Bộ Chính trị chuẩn y ông làm Phó Chủ nhiệm Ủy ban Kiểm tra Trung ương.